# Medidor de agua

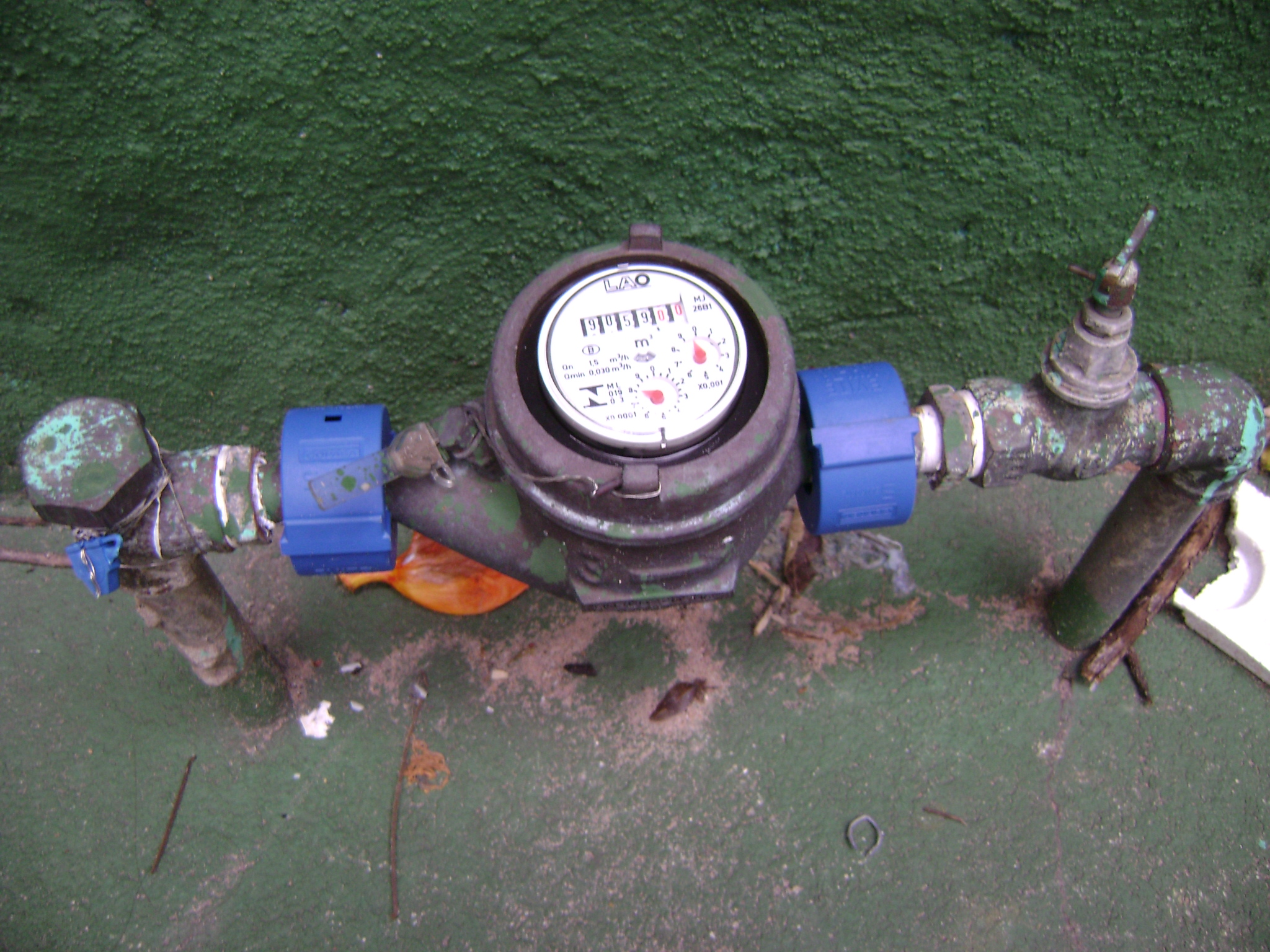
Medidor de agua.

Un medidor de agua, contador de agua o hidrómetro es un aparato que permite contabilizar el volumen de agua que pasa a través de él. Suele ser utilizado en las conducciones de abastecimiento de agua de instalaciones residenciales e industriales para realizar los cobros pertinentes a los usuarios. También se utilizan en instalaciones de regadío, Contra incendios o incluso sin propósito de control de cobros, solo como control de fugas.

## Antecedentes

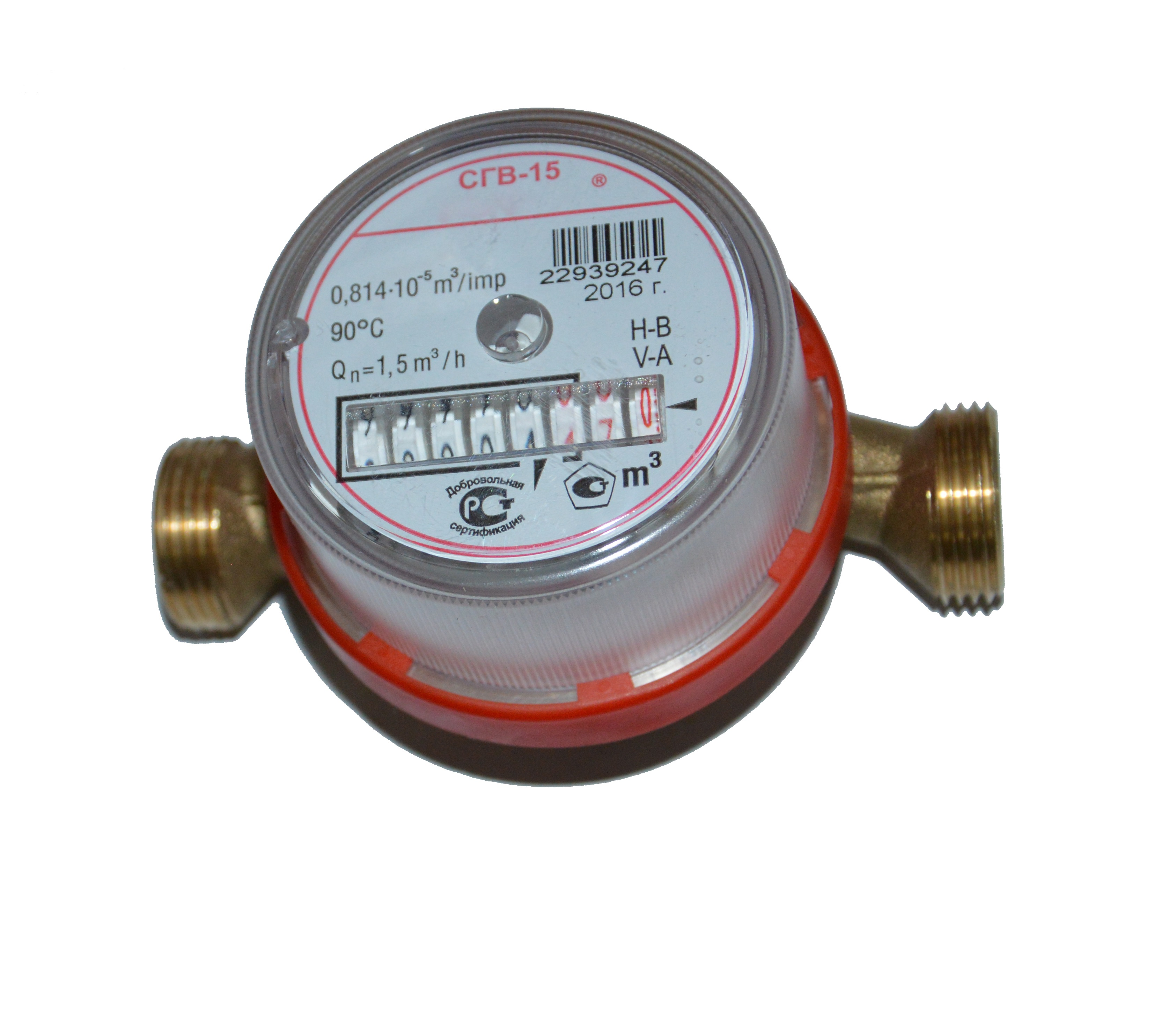
Contador de agua de chorro único

La necesidad de usarlos en los acueductos se remonta a la antigua Roma, ya que en esta metrópoli existía una gran necesidad de distribuir el preciado líquido a los habitantes. Debido a que este líquido, al principio, se distribuía de manera gratuita, los pobladores no lo aprovechaban de una manera eficiente y el agua era desperdiciada, así que las autoridades decidieron hacer un cobro igual a todos los habitantes por el uso de este. Ya a finales del siglo XIX, en Inglaterra, se observó que hacer el mismo cobro a todos los habitantes era algo injusto y no equitativo, así que se pusieron a la tarea de desarrollar un medidor de agua, con el cual se contabilizara el consumo de agua total y se realizara el cobro respectivo, este sistema sirvió al principio y por un buen tiempo, hasta que usuarios inconformes con el cobro violaban la seguridad del medidor y le introducían toda clase de objetos para que se alterara la medición, por ello se han desarrollado una serie de medidores antifraude y además se ha incorporado en la normatividad legal de casi todos los países del mundo como delito la alteración de cualquier tipo de medidores.

## Tipos de medidores
Los medidores de agua se pueden clasificar en función de la forma de contar el caudal:

### Contadores volumétricos
Son aparatos que son capaces de atrapar una determinada cantidad de volumen fijada y trasladarla a la salida. Los dos tipos más habituales son los de pistón y los discos rotativos. No son muy habituales porque generan mucha fricción en los flujos, pero son muy precisos. También se les llama medidores de desplazamiento positivo.

### Contadores de la velocidad de agua
Son aquellos que estiman la velocidad del flujo y a partir de esta estiman el caudal que circula. Son los más habituales al ser más baratos, tener una exactitud razonable y provocar pocas interferencias en el flujo. Tienen el inconveniente de obstruirse o alterarse en caso de que existan sólidos en suspensión. Presentan los siguientes tipos:
- Contadores de chorro único: Se componen de una turbina en la cual incide un único chorro. El número de vueltas de la turbina acciona un mecanismo de engranajes (o imanes según el modelo) que acciona un mecanismo que controla un indicador numérico en una pantalla donde se visualiza el caudal consumido. Son los más habituales en viviendas y se usan en diámetros inferiores a 25 mm.
- Contadores de chorro múltiple: También se componen de una turbina, pero el agua se introduce a partir de varios agujeros que vienen dirigidos del chorro de entrada. Esto se hace para tener un comportamiento más estable y equilibrado, por lo que tienen menos errores y duran más. Son más caro que los de chorro único, por lo que se prefieren para caudales mayores, hasta diámetros de 50 mm.
- Contadores Woltman:[7] Se componen de una turbina insertada en el interior del conducto del fluido y con un eje paralelo al flujo, que mediante imanes acciona los engranajes que accionan el contador. Se usan a partir de 15 metros cúbicos por hora en diámetros que van de los 50 hasta los 300 mm.
- Contadores tangenciales: La turbina se encuentra en las paredes del cilindro de paso, tangente al fluido, dejando un paso libre. Tienen la ventaja de que no presentan problemas por sólidos en suspensión. No son muy exactos.
- Contadores proporcionales: Existen contadores que estiman el caudal total a partir de un ramal secundario unido al flujo principal y del que extraen el caudal para luego estimar el caudal del primario. Para hacer esto fuerzan el caudal del primario por una tobera especial para que se den ciertas condiciones de flujo. Son poco precisos y no se deberían usar para facturación de agua.

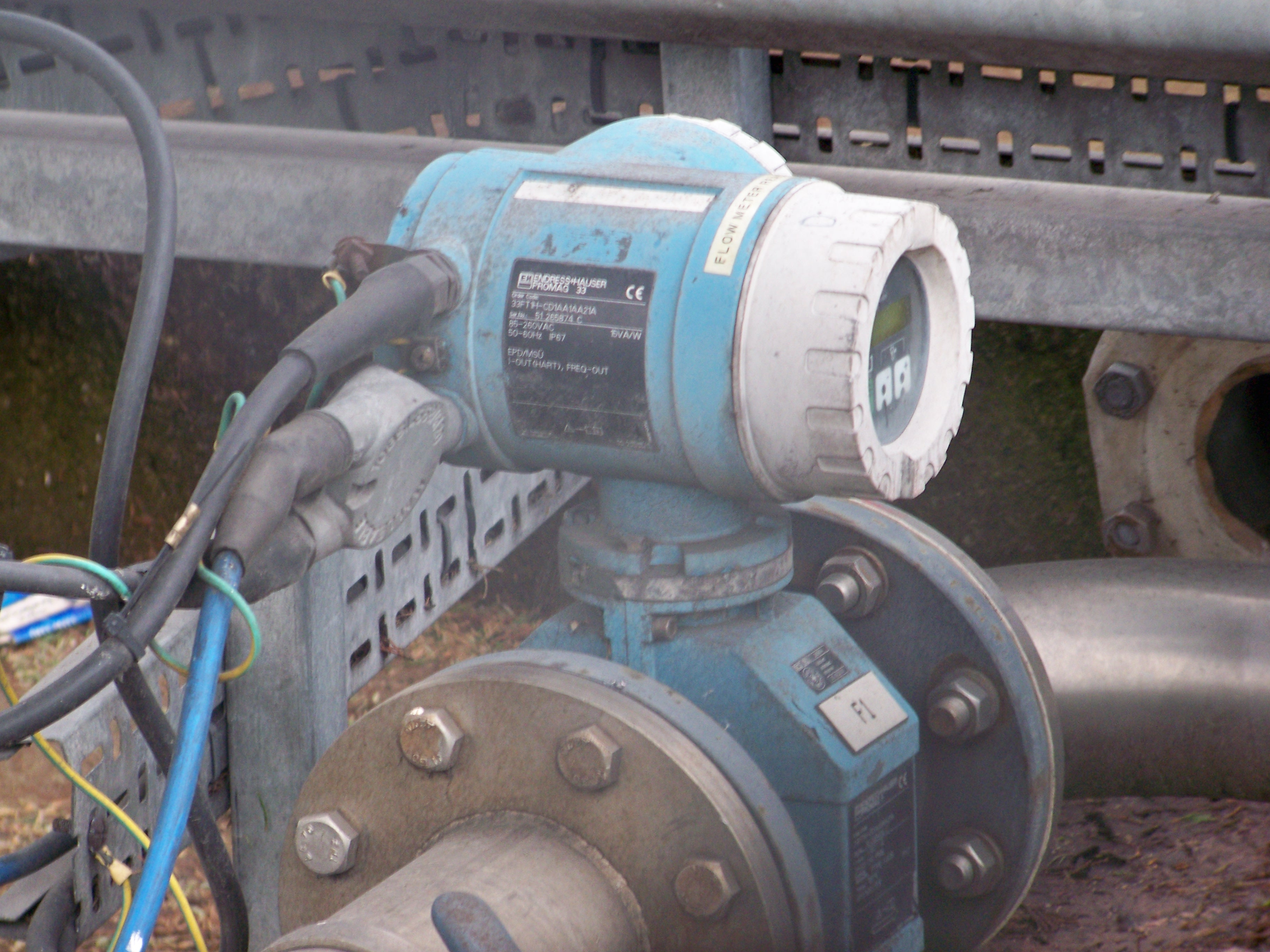
Contador electromagnético

### Contadores electromagnéticos
Son técnicamente medidores de tipo velocidad, con la diferencia de que aprovechan las propiedades electromagnéticas de la velocidad del flujo del agua, en vez de usar una turbina propulsada por un chorro. Estos contadores usan el principio físico de la ley de inducción de Faraday para la medida, y requieren de corriente alterna o continua de una línea eléctrica o una batería para operar los electroimanes. El funcionamiento consiste en inducir un campo electromagnético en el conducto, y dos sensores miden la tensión eléctrica resultante que es proporcional a la velocidad del fluido. Como no disponen de elementos mecánicos, tienen la ventaja de medir en cualquier dirección y cualquier tipo de agua como las residuales. Tienen la desventaja de que no pueden medir líquidos no conductivos como aceites o agua osmotizada o muy pura. Si existen corrientes parásitas pueden alterar el conteo, por lo que se instalan en el suelo o tomando medidas especiales que impidan esas desviaciones.

### Contadores por ultrasonidos
Los medidores por ultrasonidos para enviar ondas ultrasónicas a través del fluido para determinar la velocidad del agua. Como la sección transversal del conducto en el cuerpo del contador está fijada y es un valor conocido, cuando el medidor calcula la velocidad del flujo es capaz de estimar el caudal con una precisión muy alta. Debido a que la densidad del agua varía con la temperatura, la mayoría de los contadores de ultrasonidos también miden la temperatura para afinar el volumen del caudal.
Existen dos tecnologías para medir por ultrasonidos:
- Los medidores por efecto Doppler que utilizan este efecto para medir la velocidad de agua que pasa a través del contador.
- Los medidores de tránsito que miden el tiempo requerido por la señal de ultrasonido entre dos o más puntos fijados dentro del aparato.

Los contadores pueden ser a su vez de flujo a través o puede ir a acoplado al conducto. Los acoplados son muy útiles en conductos muy grandes, mientras que los de flujo a través se usan para instalaciones en domicilios o comercios. Tienen como ventaja que además de una gran precisión, poco mantenimiento y tener una gran vida útil al no tener dispositivos mecánicos. Aunque son relativamente recientes, tienen una amplia aceptación en el mercado estadounidense y cada vez más en el europeo. Su desventaja sigue siendo el precio, superior al de los mecánicos, además en caso de encontrar burbujas de aire o sólidos se producen interferencias en la medición.